# Glenn T. Seaborg
Glenn Theodore Seaborg (19. april 1912 - 25. februar 1999) var en amerikansk kemiker, der modtog nobelprisen i kemi i 1951 for sin del i syntetiseringen, opdagelsen og undersøgelsen af ti transurane grundstoffer. Hans arbejde på dette område ledte til at actiniderne blev tilføjet til det periodiske system.
Seaborg brugte det meste af sin karriere som underviser og forsker på University of California, Berkeley, og tjente som professor og som vicerektor mellem 1958 og 1961. Han har undervist ti amerikanske præsidenter  –  fra Harry S. Truman til Bill Clinton –  i kernepolitik og var formand for United States Atomic Energy Commission fra 1961 til 1971, hvor han arbejde for kommerciel anvendelse af atomkraft og fredelige anvendelser af nuklear videnskab. Igennem hele sin karriere arbejdede Seaborg for mere våbenkontrol. Han var medunderskriver af Franck Report og bidrog til Limited Test Ban Treaty, Traktaten om ikke-spredning af kernevåben og Comprehensive Test Ban Treaty. Han er kendt som fortaler for naturvidenskabelige uddannelser og statsfinansieret forskning. Hen mod slutningen af Eisenhowersadministrationen var en forfatter til Seaborg Rapporten om akademisk naturvidenskab og, som medlem af præsidents Ronald Reagans National Commission on Excellence in Education, var han en vigtig bidragsyder til rapport "A Nation at Risk" fra 1983.
Seaborg var den primære eller medopdager af ti grundstoffer: plutonium (94), americium (95), curium (96), berkelium (97), californium (98), einsteinium (99), fermium (100), mendelevium (101), nobelium (102) og grundstof nr. 106, som blev navngivet seaborgium til hans ære, mens han stadig levede, Han opdagede også over 100 isotoper og er krediteret for vigtige bidrag til plutoniums kemi, der oprindeligt var en del af Manhattan Project, hvor han udviklede ekstraktionsmetoder til at isolere plutonium som sprængstof til den anden atombombe. Tidligt i sin karriere var han en pioner inden for nuklearmedicin og opdagede isotoper af grundstoffer med vigtige anvendelser inden for diagnosticering og behandling af sygdomme, særligt Jod-131, som bruges i behandling af sygdomme i skjoldbruskkirtlen. Udover sit teoretiske arbejde i udviklingen af konceptet om actinider, der blev placeret under lanthaniderne i det periodiske system, postulerede han eksistensen af supertunge grundstoffer i transactinid- og superactinid-serierne.
Efter at have modtaget Nobelprisen i kemi sammen med Edwin McMillan, modtog han omkring 50 æresdoktorater og adskillige andre priser. Listen over ting, der er blevet navngivet efter Seaborg dækker bl.a. et grundstof og en asteroide. Han var desuden produktiv forfatter, der skrev adskillige bøger og 500 videnskabelige artikler, ofte i samarbejde med andre. Han er i Guinness Rekordbog for at have det længste afsnit i Who's Who in America.